# 郭培才 (1962年)
郭培才（1962年7月—），陕西府谷人，中华人民共和国政治人物、水土保持专家。现任中共榆林市委常委、统战部部长。

## 生平
1981年9月，郭培才进入西北林学院水土保持系就读，所学专业为水土保持。1985年9月，攻读该专业硕士。1988年毕业，留校任教两年。1990年7月，入职陕西省黄土高原治理研究所。1993年10月成为所长助理，次年4月升任副所长。1996年3月，晋升为所长。7月，加入中国共产党。其在研究所工作期间，曾主持两项国家攻关专题，于国家级刊物发表26篇论文，获得6项省、部级科技成果奖。
2000年，榆林地委将郭培才作为人才调进当地。榆林撤地设市后，他有一段时间处于被闲置的状态。2002年3月至2006年6月，担任榆林市山川秀美办副主任。2003年5月，他在时任市委书记周一波的帮助下被任命为市水务局副局长；2005年8月，兼任党组书记。2006年6月，担任子洲县委副书记、县长。2010年7月至2019年1月，担任榆林市发改委主任兼党组书记。2018年4月，拟任中共榆林市委常委。5月起，担任市委常委、统战部部长。2019年1月，不再担任市发改委主任。